# Jole Ruzzini
Jole Ruzzini (née le 25 février 1984 à Sassari) est une joueuse italienne de volley-ball. Elle mesure 1,62 m et joue au poste de libero.

## Clubs
| Club                   | Pays     | De        | À         |
| ---------------------- | -------- | --------- | --------- |
| Sassari                | Italie   | 1996-1997 | 2004-2005 |
| Olbia                  | Italie   | 2005-2006 | 2007-2008 |
| Pallavolo Cittaducale  | Italie   | 2008-2009 | 2009-2010 |
| RDM Pomezia            | Italie   | 2010-2011 | 2010-2011 |
| IHF Volley Frosinone   | Italie   | 2011-2012 | 2013-2014 |
| Savino Del Bene Volley | Italie   | 2014-2015 | 2014-2015 |
| CSM Bucureşti          | Roumanie | 2015-2016 | 2015-2016 |
| PV Flero               | Italie   | 2016-2017 | 2016-2017 |
| RC Cannes              | France   | 2017-2018 | 2017-2018 |
| Cuneo GV               | Italie   | 2018-2019 | …         |

## Palmarès
- Coupe d'Italie A2
  - Vainqueur : 2013.